# Eesti Laul
Eesti Laul ('estnisk sång', eller 'Estlands sång') är Estlands nationella uttagning till Eurovision Song Contest. Tävlingen introducerades 2009, och efterträdde Eurolaul, som fungerat som Estlands uttagning till Eurovision Song Contest sedan 1993. 
Tävlingen grundades av det estniska radio- och tevebolaget ERR (Eesti Rahvusringhääling). Syftet med Eesti Laul var att producera en estnisk tävling, med estnisk musik som presenteras för den europeiska publiken. Tävlingen är också öppen, så att all information om bidragen meddelas i uttagningsprocessen.

## Vinnare
| År   | Låt                    | Översättning         | Artist                  | Låtskrivare                                                    | Resultat i ESC                                   | Tvåa                        | Trea                          |
| ---- | ---------------------- | -------------------- | ----------------------- | -------------------------------------------------------------- | ------------------------------------------------ | --------------------------- | ----------------------------- |
| 2009 | "Rändajad"             | Nomader              | Urban Symphony          | Sven Lõhmus                                                    | 6                                                | Traffic                     | Laura                         |
| 2010 | "Siren"                | –                    | Malcolm Lincoln         | Robin Juhkental                                                | 14 (SF)                                          | Lenna Kuurmaa               | Violina ft. Rolf Junior       |
| 2011 | "Rockefeller Street"   | –                    | Getter Jaani            | Sven Lõhmus                                                    | 24                                               | Outloudz                    | Jaan Pehk                     |
| 2012 | "Kuula"                | Lyssna               | Ott Lepland             | Ott Lepland och Aapo Ilves                                     | 6                                                | Lenna Kuurmaa               | Tenfold Rabbit                |
| 2013 | "Et uus saaks alguse"  | En början åt det nya | Birgit Õigemeel         | Mihkel Mattisen och Silvia Soro                                | 20                                               | Grete Paia                  | Winny Puhh                    |
| 2014 | "Amazing"              | –                    | Tatjana Mihhailova      | Timo Vendt, Tatjana Mihhailova                                 | 12 (SF)                                          | Super Hot Cosmos Blues Band | Traffic                       |
| 2015 | "Goodbye to Yesterday" | –                    | Elina Born & Stig Rästa | Stig Rästa                                                     | 7                                                | Daniel Levi                 | Elisa Kolk                    |
| 2016 | "Play"                 | –                    | Jüri Pootsmann          | Stig Rästa, Fred Krieger, Vallo Kikas                          | 18 (SF)                                          | Laura                       | Cartoon feat. Kristel Aaslaid |
| 2017 | "Verona"               | –                    | Koit Toome & Laura      | Sven Lõhmus                                                    | 14 (SF)                                          | Kerli                       | Rasmus Rändvee                |
| 2018 | "La forza"             | Styrkan              | Elina Nechayeva         | Ksenia Kuchukova, Mihkel Mattisen, Elina Nechayeva, Timo Vendt | 8                                                | Stig Rästa                  | Vajé                          |
| 2019 | "Storm"                | –                    | Victor Crone            | Victor Crone, Stig Rästa, Sebastian Lestapier, Vallo Kikas     | 20                                               | Uku Suviste                 | STEFAN                        |
| 2020 | "What Love Is"         | –                    | Uku Suviste             | Uku Suviste, Sharon Vaughn                                     | Tävlingen inställd på grund av COVID-19-pandemin | Jaagup Tuisk                | Anett & Fredi                 |
| 2021 | "The Lucky One"        | –                    | Uku Suviste             | Uku Suviste, Sharon Vaughn                                     | 13 (SF)                                          | Sissi                       | Jüri Pootsmann                |
| 2022 | "Hope"                 | –                    | STEFAN                  | Stefan Airapetjan, Karl-Ander Reismann                         | 8                                                | Minimal Wind ft. Tiffany    | Elysa                         |
| 2023 |                        |                      |                         |                                                                |                                                  |                             |                               |
| 2024 |                        |                      |                         |                                                                |                                                  |                             |                               |